# 李義琛
李义琛（?—?），唐朝官员，魏州昌乐县（今河南省濮阳市南乐县）人，出自陇西李氏姑臧房，李元俭之孙，李玄成之子，李巢之叔，李义琰从祖弟。
李义琛擢进士第，担任监察御史。贞观年间，文成公主贡金器，在岐州遇盗，不知道盗贼的名字。唐太宗召群御史，对李义琛说：“我看你神情挺拔，可派你捕盗。”李义琛前去，数日抓获盗贼。太宗大喜，为他加七阶。李义琰出使高句丽，高句丽王坐在榻上召见，李义琰不拜，说：“我是天子使者，可相当于小国之君，为什么傲慢地见我？”高句丽王词屈，为他加礼。李义琛出使，高句丽王还是坐在召见，李义琛匍匐拜伏。李义琛官至刑部侍郎。永淳初年，为雍州长史，当时关辅大饥荒，唐高宗令穷人到商州、邓州就食，李义琛怕百姓流转不还家乡，上疏固争。于是忤旨，贬为黎州都督（《旧唐书》作梁州都督），转任岐州刺史，称为良吏。在官任上去世。

## 家庭

### 父母
- 李玄成，唐朝谭州都督府长史
- 北平阳氏，北齐尚书右仆射、燕郡王阳休之孙女，北齐水部郎中阳辟强之女

### 子孙
- 李綰，为柏人县令，有仁政，县为立祠，官至吏部郎中
  - 李先，婺州刺史
  - 李惟
    - 李長，通州刺史
- 李亙一
  - 李瓊，普州刺史
- 李辿，考功郎中
- 李燾，水部郎中
  - 李賓喜
- 李準

## 延伸阅读
[在维基数据编辑]
 《新唐書·卷105》，出自《新唐書》